# Cantiones natalitiae

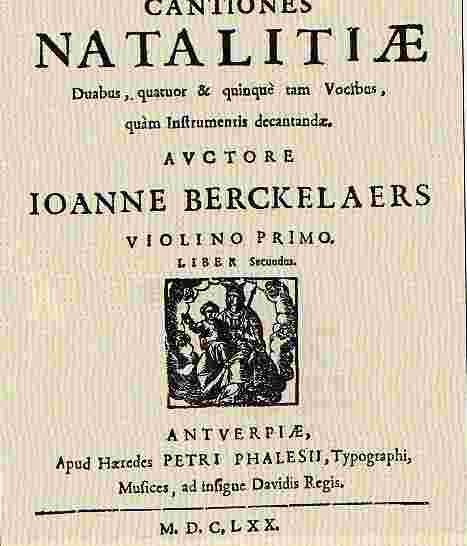
Página de título de las Cantiones natalitiæ de Berckelaers (Amberes, Herederas de Pierre Phalèse, 1670.

Las cantiones natalitiæ son cantos navideños polifónicos del SXVII XVII de los Países Bajos españoles.

## Orígenes y contexto
Los cantiones están escritas en idioma neerlandés o en latín. Su nombre latino cantio natalitia (literalmente canto de natividad) estuvo sin duda forzado en el diccionario neerlandés Etymologicum de 1598 del célebre lexícografo Cornelius Kiliaan, en el cual la palabra neerlandesa leijsen es traducido así al latín. Los documentos históricos nos informan del modo que estos cantos eran interpretados por cantantes profesionales, el coro de la iglesia y los niños del coro, acompañados por el órgano. Aunque los cantos navideños no eran ya cantos litúrgicos, eran cantados durante o inmediatamente después de la misa, sobre todo después de la alabanza a María. Los primeros cantos de esta especie fueron de otro lado inclusive en la selección de cánticos de María Laudes vespertinæ B[eatæ] Mariæ Virginis, item hymnus Venerabilis Sacramenti, y hymni sive cantiones natalitæ, quator, quinque y sex vocum (Vísperas de Nuestra Señora, con el himno del Santo-Sacramento y los himnos o cantos navideños, a cuatro, cinco o seis voces), publicado en Amberes en 1604. A las armonizaciones polifónicas de las antífonas de la Virgen Marie, del Ave Maria y de los himnos del santo sacramento fueron añadidos seis cantos navideños latinos. Están designados en la página del título como cantiones natalitiæ. Estos cantos navideños no litúrgicos habían guardado aparentemente su lugar en el seno del repertorio eclesiástico navideño; esto aunque el Concilio de Trento hubiera introducido, en el espíritu de la Contrarreforma, una cierta uniformidad en los cantos litúrgicos de la Iglesia católica y aunque las autoridades eclesiásticas pudieran velar más atentamente de la aplicación de las reglas desde que Amberes era la sede de un obispado,  que no dependía ya de la alejada diócesis de Cambrai. Antes del siglo XVII, y en particular el XV, el repertorio conocido de los cantos navideños comprende sobre todo canciones homófonas latinas y neerlandesas, que no eran anotadas a menudo más que las letras, y en número menor que las canciones polifónicas, raramente puestas en música a más de dos voces.

## Función en la celebración navideña
Estos cantos eran sin duda ejecutados en la iglesia cuando se acunaban allí sea muñecas, o verdaderos bebés, puesto en una cuna. El autor anticatólico Walich Sylvaerts nos dejó en 1604, una descripción de esta costumbre: el día de Navidad, un pequeño belén se colocaba en el altar principal con una figura que representa el niño en los pañales. Los parientes traían sus niños a la iglesia, cada niño tenía una pequeña cuna a la cual estaba atada una campanita. En la misa, cuando el sacerdote comenzaba a mecer el niño sobre el altar cantando « eia, eia, eia », todos los niños mecían en su turno sus muñecas cantando « eia ». Esto iba a la par con un alboroto y el sonar de las campanitas. Los « eia », « sus, sus », « na na na kindeken » y « wij wiegen » de ciertas cantiones se refieren probablemente a estas prácticas.
Numerosas cantiones tienen por tema los acontecimientos en el portal. El contraste entre las condiciones lamentables del belén y la omnipotencia del pequeño Jésus era subrayada, así como el milagro de la Inmaculada Concepción. Bajo la influencia de la moda pastoral, los pastores recibieron nombres clásicos, tales Tyter o Corydon.

### Fuentes

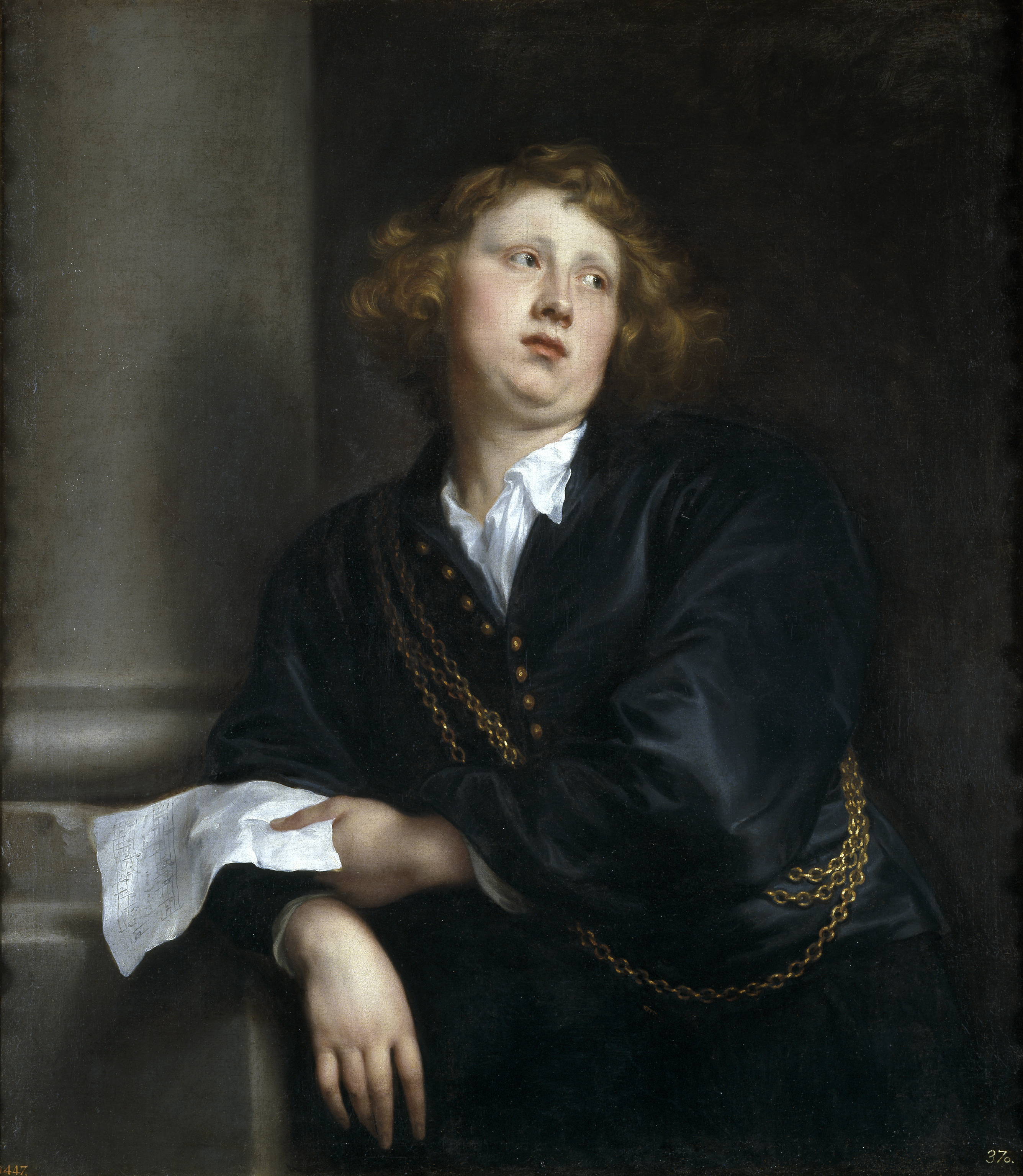
Retrato de Henricus Liberti (sobre 1627-1632 ; coll. Alte Pinakothek de Múnich). Óleo sobre tela de Antoine van Dyck.

## Evolución estilística

### 1604-1648: armonizaciones sencillas ycontrafacta
Inicialmente, los músicos de iglesia arreglaron sólo cantos navideños homófonos populares, entre otros algunos cantos navideños que habían formado parte desde tiempo atrás del repertorio, como Pone desen nieuwen Jaere (En este Año nuevo) y Puer nobis nascitur. Los Jesuitas habían adaptado algunos cantos navideños más antiguos, dotándolos de aires más contemporáneos, como Dies es laetitiæ y Het viel eens hemels dauwe (La rosa caída). Ciertos cantos son  contrafacta, como O quam amabilis, O salich heylich Bethlehem (Ô Belén, ciudad bendita y sagrada), Lof sy dat soete kindeken cleyn (Alabanzas al dulce niñito) y O wonder onverwacht (¡Oh milagro inesperado !), cuyas melodías son de origen francés, o O Herders laet uw' boxkens en schapen (¡Oh pastores, abandonad vuestras cabras y ovejas) cuyas palabras musicaron el aire de una danza llamada corrente que se conoce igualmente del repertorio de baile de la colección titulada Terpsichore del compositor alemán Michael Praetorius.

### 1648-1695: variantes estilísticas: Amberes GanteversusBruselas
Hacia la mitad del siglo SXVII, algunos músicos de iglesia flamencos comenzaron a componer aires nuevos para sus cantiones natalitiæ. Los cantos sencillos en couplets se extendieron en longitud y estuvieron, por ejemplo, dotados de ritornelos instrumentales y de pasajes alternantes para solistas y choro, lindando entonces con el género de las cantatas por su extensión y por su estilo. El compositor más prolífico de este último género es Joannes Berckelaers, del que no sabe nada salvo que era ciego.
Hay igualmente una diferencia entre las cantiones natalitiæ de los compositores de Amberes y los de Gante por una parte, y de los compositores de Bruselas del otro. En la variante bruselense del género, la melodía está ubicada en la voz superior, mientras que el praecentus doblea al cantus. Según toda verosimilitud, el solista cantaba primero, mientras que el coro se encontraba posteriormente, lo que el modo de editar parece confirmar. No está excluido que el praecentus haya cantado los couplets totalmente o por la mitad, con el fin de que el coro pudieraa repetirlos. Este método de interpretación es conocido de modo preciso para algunas piezas más antiguas. Ya que la duplicación del cantus por un praecentus aparece sin duda, aparte en la colección del compositor Guilielmus Borremans, en dos otras colecciones de compositores bruselenses, esta forma sería característica de la variante del género de Bruselas. Hay más de variación cuando cada couplet comienza por un pasaje solista cantado por el praecentus con bajo continuo, seguido de uno por el coro, llamado repetición. Este método, con pasajes solista y corales, aparece por primera vez en una colección no fechada, posiblemente de 1645 aproximadamente. El método de composición que comprende repeticiones ha sido frecuentemente empleado por compositores de Amberes y Gante.
Los modos de Amberes y de Gante de componer diferían mas en la medida donde se ve surgir en las composiciones de Gante en las partes solistas para el praecentus y en el bajo continuo sin excepción, mientras que las piezas de Amberes estaban cantadas por dos solistas ; el praecentus canta la melodía y el praecentus bajo sigue la línea melódica del bajo continuo.

### Después delXVIIsiglo
Las cantiones natalitiæ del siglo XVII siguieron siendo, aparentemente, bastante populares y aparecen aun en colecciones de canciones del siglo SXVII; estas canciones han sido recopiladas geográficamente incluso hasta en la república de las Provincias Unidas. Dos cantos navideños de Petrus Hurtado, Illibata ter beata y Sus kintjen sus en crijt niet meer han sido descubiertos entre las indicaciones de aires de las canciones del poeta reformado de Utrecht Jodocus van Lodensteyn (1676). Varias cantiones natalitiæ están incluso en los libros de carillón, los versteekboeken, mientras que otras, arregladas para teclado, están incluso en algunos manuscritos de clavecín. Ciertas canciones, fueron populares hasta el siglo SXIX , fueron recogidas por los coleccionistas de canciones populares cerca del pueblo flamenco en versiones corrupta, como es el caso de Laet ons gaan om te besoecken de Berckelaers o de Herders hy is gheboren de un compositor anónimo. El compositor flamenco François-Auguste Gevaert, eminente historiador de la música,  recuerda el género en su composición de un Canticum Natalitiæ bilingüe latín-neerlandés.
Los cantiones natalitiæ han tenido, en el sur de Francia, al final el siglo XVII y durante todo el siglo XVIII, una forma similar llamada "Navidad con gran coro". Allí también se trata de composiciones no litúrgicas, interpretadas en la iglesia en la época navideña, y que puede tomar una forma bastante desarrollada con solistas y coro, ritornelos instrumentales, etc.

## Colecciones que incluyen algunascantiones natalitiæy su año de publicación
- 1604 : Laudes vespertinæ (+ 6 cantiones natalitiæ)
- 1629 : Laudes vespertinæ (+ 26 cantiones natalitiæ, de Cornelis Verdonck, de Guilielmus Munninckx y de Guilielmus Messaus entre otros)
- ca. 1645 : Cantiones natalitiæ
- 1648 : Laudes vespertinæ (+ 39 cantiones natalitiæ, de Guilielmus Messaus entre otros)
- 1651 : Cantiones natalitiæ (de Joannes Loisel, de Philippus van Steelant y de Henricus Liberti)
- 1654 (réimprimé en 1667) : Cantiones natalitiæ (Godefridus Carmelitus)
- 1655 : Cantiones natalitiæ (Petrus Hurtado)
- 1657 : Cantiones natalitiæ (Joannes Florentius ha Kempis)
- 1658 : selección (entre demás de œuvres de Oliverius El Fèvre)
- 1660 : Cantiones natalitiæ (Guilielmus Borremans)
- 1660 : Cantiones natalitiæ (Gaspar de Verlit)
- 1665 : Cantiones natalitiæ (Joannes vander Wielen)
- 1667 : Cantiones natalitiæ (Joannes Berckelaers)
- 1670 : Cantiones natalitiæ (Joannes Berckelaers)
- 1675 : Cantiones natalitiæ (Franciscus Loots)
- 1679 : Cantiones natalitiæ (Joannes Berckelaers)
- 1688 : Cantiones natalitiæ (Joannes Berckelaers)
- ca. 1695 : Cantiones natalitiæ (Joannes Berckelaers)

## Discografía
- TIENE Dutch Christmas, Early Music Nueva York, bajo la dirección de Frederick Renz, Ex cathedra Récords, 2010.
- Cantiones natalitiæ. Kerstliederen uit de tijd van Rubens, Camerata Trajectina, bajo la dirección de Louis Peter Grijp, Globo GLO 6033, 1995.
- Hodie Christus natus está : Christmas music in The Netherlands, Cappella Amsterdam, bajo la dirección de Jan Boeke, Lindenberg LBCD19, 1990.
- Sei Willekomen, Capilla Flamenca y Flanders Recorder Quartet, Eufoda 1256, 1997.